# Protekcionismus
Protekcionismus (z latiny: protectio = ochrana) neboli ochranářství je ekonomický termín, vyjadřující upřednostňování a ochranu vlastních výrobků, služeb a pracovníků před zahraniční konkurencí. Mívá diskriminační charakter a stojí v opozici k volnému mezinárodnímu obchodu. K této ochraně vnitřního trhu může stát využít několika ekonomických nástrojů, jakými jsou například stanovení měnového kursu, výrobní a exportní dotace, státní úvěry, hlavně však soustava dovozních cel a kvót.
Protekcionismus vychází z teorie merkantilismu. Je to státní hospodářská politika, která omezuje dovozy z jiných zemí metodami, jako jsou tarify na dovážené zboží, dovozní kvóty a řada dalších vládních předpisů. Zastánci tvrdí, že protekcionistické politiky chrání producenty, podniky a pracovníky konkurenčního odvětví v dané zemi před zahraničními konkurenty. Rovněž snižují obchod a negativně ovlivňují spotřebitele obecně (zvýšením nákladů na dovážené zboží) a poškozují producenty a pracovníky v exportních odvětvích jak v zemi, která provádí protekcionistické politiky, tak v zemích, které jsou chráněny.
Mezi ekonomy existuje konsensus, že protekcionismus má negativní vliv na hospodářský růst a ekonomickou prosperitu, zatímco volný obchod, deregulace a snižování obchodních bariér má pozitivní vliv na hospodářský růst. Ve skutečnosti je protekcionismus označován některými učenci za příčinu některých hospodářských krizí, zejména v období velké deprese. Nicméně liberalizace obchodu může někdy vést k velkým a nerovnoměrně rozloženým ztrátám a ziskům a může v krátkodobém horizontu způsobit významnou ekonomickou dislokaci pracovníků v sektorech konkurenčních odvětví.

## Protekcionistické politiky
Pro dosažení protekcionistických cílů byla použita řada politik. Tyto zahrnují:
- Ochrana technologií, patentů, technických a vědeckých poznatků.
- Zabránit tomu, aby zahraniční investoři převzali kontrolu nad domácími podniky.
- Tarify: Obvykle se na dovážené zboží ukládají cla (nebo daně). Celní sazby se obvykle liší podle druhu dováženého zboží. Dovozní sazby zvýší náklady dovozců a zvýší cenu dováženého zboží na místních trzích, čímž se sníží množství dováženého zboží, a zvýhodní se místní výrobci. Tarify mohou být uloženy také na vývozy a v ekonomice s pohyblivým směnným kurzem mají vývozní tarify podobné účinky jako dovozní tarify. Vzhledem k tomu, že vývozní sazby jsou často vnímány jako „poškozující“ místní průmysl, zatímco dovozní tarify jsou vnímány jako „pomoc“ místním průmyslovým odvětvím, vývozní tarify se zřídka provádějí.
- Dovozní kvóty: Snížení množství a tím zvýšení tržní ceny dováženého zboží. Hospodářské účinky dovozní kvóty jsou podobné účtům daně, s výjimkou toho, že příjmy z daně z tarifu budou místo toho rozděleny těm, kteří obdrží dovozní licence. Ekonomové často naznačují, že dovozní licence mohou být vydraženy nejvyšším nabízejícím nebo že dovozní kvóty budou nahrazeny ekvivalentním tarifem.
- Správní bariéry: Země jsou občas obviněny z použití různých správních pravidel (např. pokud jde o bezpečnost potravin, environmentální normy, elektrickou bezpečnost atd.) jako způsob, jak zavést překážky dovozu.
- Antidumpingová legislativa: Dumping je postup podniků, které prodávají na vývozních trzích za nižší ceny, než jsou účtovány na domácím trhu. Přívrženci antidumpingových zákonů tvrdí, že brání dovozu levnějšího zahraničního zboží, který by způsobil, že místní firmy se zastaví. V praxi se však antidumpingové zákony obvykle používají k uložení obchodních sazeb zahraničním vývozcům.
- Přímé dotace: Státní dotace (ve formě jednorázových plateb nebo levných půjček) jsou někdy poskytovány místním firmám, které nemohou dobře čelit konkurenci dovozu. Tyto dotace mají údajně „chránit“ místní pracovní místa a pomáhat místním firmám přizpůsobit se světovým trhům.
- Vývozní subvence: Exportní dotace jsou často využívány vládami ke zvýšení vývozu. Vývozní subvence mají opačný účinek na vývozní tarify, protože vývozci dostanou platbu, což je procento nebo podíl na hodnotě vyvezeného zboží. Vývozní dotace zvyšují objem obchodu a v zemi s pohyblivými směnnými kurzy mají účinky podobné dotacím na dovoz.
- Mezinárodní patentové systémy: Existuje argument pro prohlížení národních patentových systémů jako pláště pro protekcionistické obchodní politiky na národní úrovni. Existují dva aspekty tohoto argumentu: jeden, kdy patenty držené jednou zemí tvoří součást systému relativně výhodných obchodních jednání proti druhému, a druhý, kdy dodržování celosvětového patentového systému uděluje status „dobrého občanství“ navzdory de facto protekcionismu. Peter Drahos vysvětluje, že „státy si uvědomily, že patentové systémy mohou být použity k ochraně proti protekcionistickým strategiím. Také existovaly výhody pro reputaci, aby se státy mohly zdržovat systémů duševního vlastnictví. Mohli bychom se zúčastnit různých revizí konvencí v Paříži a Bernu, účastnit se kosmopolitního morálního dialogu o potřebě chránit plody autorské práce. Věděli, že domácí systém duševního vlastnictví byl po celou dobu praktickou ochranářskou zbraní.“
- Politické kampaně obhajující domácí spotřebu (například kampaň „Buy American“ ve Spojených státech, která by mohla být považována za mimoprávní propagaci protekcionismu.)

- Preferenční vládní výdaje, jako je Buy American Act, federální legislativa, která vyzvala vládu Spojených států, aby upřednostňovala americké výrobky při nákupu.

V moderní obchodní aréně se mnoho dalších iniciativ kromě tarifů nazývalo protekcionisty. Například někteří komentátoři, jako je Jagdish Bhagwati, vidí úsilí rozvinutých zemí o uložení vlastních pracovních nebo environmentálních standardů jako protekcionismu. Zavedení restriktivních postupů certifikace v oblasti dovozu je v tomto ohledu vidět.
Dále ostatní poukazují na to, že dohody o volném obchodu často obsahují protekcionistická ustanovení, jako jsou duševní vlastnictví, autorská práva a patentová omezení, která jsou přínosem pro velké korporace. Tato ustanovení omezují obchod s hudbou, filmem, léčivy, softwarem a jinými vyráběnými výrobky na výrobce s vysokými náklady s kvótami od výrobců s nízkými náklady nastavenými na nulu.

## Historie
Z historického hlediska byl protekcionismus spojován s ekonomickými teoriemi jako je merkantilismus (který se soustředil na dosažení pozitivních obchodních bilancí a hromadění zlata) a substituce dovozu.
V 18. století Adam Smith varoval před zaujatou sofistikou průmyslu, snažíc se získat výhodu na úkor zákazníků. Friedrich List považoval pohledy Adama Smitha na volný trh za neupřímné a věřil, že Smith se zastával volného trhu, aby mohl odříznout nedostatečně vyvinuté trhy.
Někdo tvrdí, že žádná světová velmoc se nevyvinula úspěšně bez nějaké formy ekonomické ochrany. Ekonomický historik Paul Bairoch napsal, že „historicky, volný trh je výjimka a protekcionismus je pravidlo“.
Podle ekonomických historiků Douglase Irwina a Kevina O’Rourkeho „šoky, které vycházejí z krátkých finančních krizí, jsou spíše pomíjivé a nemají dlouhodobý efekt na obchodní politiku, na rozdíl od těch, které probíhají delší období (začátek 1890, začátek 1930), ze kterých může vzniknout protekcionismus, který je těžké převrátit. Místní války také tvoří pomíjivé šoky se stejným efektem, kdežto globální války mohou vést k rozsáhlým vládním sankcím, které se těžce vrací do normálu.“
Jedny noviny zaznamenávají, že náhlé posuny v komparativní výhodě pro určité země vedly k tomu, že se dané země staly protekcionistickými. „Posuny v komparativní výhodě spojené s otevřením hranic Nového Světa a následující invaze obilí v Evropě vedly k vyšším zemědělským sazbám od konce 70. let v 19. století, které převrátily ten vývoj směrem k volnějšímu trhu, který charakterizoval Evropu v polovině 19. století. V desetiletích po 2. světové válce vedl rapidní vzestup Japonska k problémům v oblasti obchodu s ostatními státy. Obnova Japonska byla doprovázena ostrým nárůstem vývozu produktů určitých kategorií např.: bavlněný textil v 50. letech, ocel v 60. letech, automobily v 70. letech a elektronika v 80. letech. Nárůst japonského vývozu ve všech uvedených oblastech vedl k problémům s jeho obchodními partnery a užití protekcionismu jakožto pohlcovače šoku.
Podle některých politických teoretiků je protekcionismus bráněn hlavně stranami, které zastávají levicové ekonomické pozice, zatímco ekonomicky pravicové politické strany obecně podporují volný trh.

### Spojené státy
Podle ekonomického historika Douglase Irwina častý mýtus o americké obchodní politice je, že nízké sazby ublížily americkým manufakturám na začátku 19. století a poté vysoké sazby udělaly ze Spojených států průmyslovou velmoc na konci 19. století. Kritika Irwinovi knihy Clashing over Commerce: A History of US Trade Policy tvrdí:
Politická dynamika vedla lidi k uvědomění si souvislosti mezi sazbami a ekonomickým cyklem, kterou zde dříve neviděli. Boom generoval dostatek příjmů k poklesu sazeb, a když se situace uklidnila, tvořil se tlak pro zvednutí sazeb. V té době se ekonomika obnovovala a tvořila dojem, že snížení způsobilo úpadek a opětovné zvýšení přineslo zisk. Pan Irwin se také pokouší vyvrátit myšlenku toho, že protekcionismus udělal z Ameriky industriální velmoc, stát, který dnes někteří vidí jako vzor pro rozvojové země. Když její podíl na světové výrobě vzrostl z 28 % v roce 1870 na 36 % v roce 1913, poměrně vysoké sazby té doby se projevily negativně, cca 0,5 % HDP v 70. letech 19. století. V některých továrnách zrychlili vývoj o několik let. Ale americký růst během jejího protekcionistického období se více pojí s hojnými zdroji a otevřenosti k novým nápadům.Podle Paula Bairocha byly Spojené státy „mateřskou zemí a baštou moderního protekcionismu“ od konce 18. století až do období po druhé světové válce.
Bushova administrativa zavedla sazby na čínskou ocel v roce 2002; podle přezkoumání již existujícího výzkumu o sazbách z roku 2005 všechny studie zjistily, že sazby způsobily americké ekonomice a zaměstnanosti více škody než užitku. Obamova administrativa zavedla sazby na čínské pneumatiky mezi lety 2009 a 2012 jakožto antidumpingové opatření; studie z roku 2016 ukázala, že tyto sazby neměly na zaměstnanost a platy v americkém průmyslu s pneumatikami žádný dopad.
V roce 2018 obchodní komisařka EU Cecilia Malmström řekla, že Spojené státy hrály nebezpečnou hru se zaváděním sazeb na dovoz oceli a hliníku z většiny zemí a že ji přijde rozhodnutí Trumpovy administrativy jako čistě protekcionistické a ilegální.

### Evropa
Evropa byla stále více protekcionistická během 18. století. Ekonomičtí historikové Findlay a O’Rourke píší, že „okamžitým následkem válek bylo, že evropské obchodní politiky byly všeobecně protekcionistické“ s výjimkou menších zemích jako například Nizozemí nebo Dánsko.
Evropa stále více liberalizovala svůj obchod během 19. století. Země jako Británie, Nizozemsko, Dánsko, Portugalsko a Švýcarsko a sporně Švédsko s Belgií se plně přesunuly k volnému trhu před rokem 1860. Ekonomičtí historikové vidí zrušení obilních zákonů v roce 1846 jako rozhodující přesun k volnému trhu v Británii. Studie z roku 1990 provedena ekonomickým historikem z Harvardu Jeffreym Williamssonem ukázala, že obilní zákony (které zavedly omezení a tarify na dovážené obilí) značně zvýšily náklady na život pro vyučené i nevyučené britské pracovníky a narušil britský výrobní sektor redukováním jednorázových příjmů, které britští pracovníci mohli utratit za vyrobené zboží. Posun k liberalizaci v Británii se objevil z části kvůli „vlivu ekonomistů jako David Ricardo“, ale také kvůli „rostoucí síle městských zájmů“.
Findlay a O’Rourke charakterizovali smlouvu Cobden-Chevalier mezi Francií a Spojeným královstvím jako rozhodující přesun k evropskému volnému trhu. Po této smlouvě následovalo několik smluv o volném trhu: „Francie a Belgie podepsaly smlouvu v roce 1861; francouzsko-pruská smlouva byla podepsána v roce 1862; Itálie vstoupila do „systému Cobden-Chevalier smluv“ v roce 1863 (Bairoch 1989, 40); Švýcarsko v roce 1864; Švédsko, Norsko, Španělsko, Nizozemí a hanzovní města v roce 1865 a Rakousko v roce 1866. V roce 1877 méně než dvě desetiletí po smlouvě Cobden-Chevalier se Německo „prakticky stalo zemí s volným trhem“ (Bairoch, 41). Průměrné clo na vyrobené produkty pokleslo na 9–12 % na kontinentu, daleko od 50% britských sazeb a několika prohibic.
Některé evropské moci neliberalizovali během 19. století jako například Ruská říše nebo Rakousko-Uhersko, které zůstaly silně protekcionistické. I Osmanská říše byla také stále více protekcionistická. Osmanská říše ale dříve měla liberální politiku volného trhu během 18. až na začátku 19. století, kterou britský premiér Benjamin Disraeli uváděl jako „příklad zranění zaviněného nespoutanou konkurencí“ v roce 1846 na diskuzi o obilných zákonech a tvrdil, že to zničilo „některé z nejlepších manufaktur světa“ v roce 1812.
Země západní Evropy začaly plynule liberalizovat své ekonomie po druhé světové válce.

### Kanada
Od roku 1971 chrání Kanada prodejce vajec, mléka, sýra, kuřat a krůt pomocí systému řízení nabídky (supply management). Přesto, že ceny těchto produktů přesahují světové ceny, farmáři a výrobci mají jistotu stabilního trhu na financování svého provozu. Pochybnosti o bezpečnosti hovězího růstového hormonu, který je někdy používán na urychlení mléčné výroby, vedly ke slyšení u kanadského senátu. Tam došlo k rozhodnutí o zákazu používání tohoto hormonu v Kanadě. Řízení nabídky mléčných produktů je tedy spotřebitelská ochrana Kanaďanů.
V Quebecu se například řídí nabídka javorových sirupů.

### Latinská Amerika
V Latinské Americe byly údajně mnohonásobně vyšší sazby než ve zbytku světa během století, kdy proběhla Velká hospodářská krize.

## Dopad
Ekonomové široce souhlasí, že protekcionismus má negativní účinek na ekonomický růst a prosperitu, zatímco volný trh a redukce obchodních bariér na něj má pozitivní účinek.
Protekcionismus je ekonomy často kritizovaný za ubližování lidem, kterým by měl pomoci. Princip komparativní výhody ukazuje, že zisky z volného trhu převažují ztráty, protože volný trh vytváří více pracovních míst než jich ničí, protože dovoluje zemím se specializovat na produkty a služby, ve kterých mají komparativní výhodu. Protekcionismus má za následek náklady mrtvé váhy; tyto náklady na celkový blahobyt neprospívají nikomu na rozdíl od volného trhu, kde žádné takové náklady nejsou. Podle ekonoma Stephena P. Magee výhody volného trhu převažují nad nevýhodami.

### Životní úroveň
Studie z roku 2016 zjistila, že volný trh zvýhodňuje chudé, neboť utratí větší část svých příjmů za produkty, které volný trh zlevňuje. Je důležité zmínit, že tato studie vzala v potaz pouze vliv trhu na náklady na život a zanechala průzkum vlivu ze strany nabídky, konkrétně vliv na příjem pro budoucí studie. Další výzkum ukázal, že vstup Číny do Světové obchodní organizace polepšil americkým spotřebitelům, jelikož ceny čínských výrobků byly značně sníženy. Harvardský ekonom Dani Rodrik tvrdí, že zatímco globalizace a volný trh přispívají sociálním problémům, vážný ústup k protekcionismu by ublížil těm skupinám, které volný trh zvýhodňuje a následkem by byl stejný druh sociálních konfliktů, jako vytváří globalizace. Musíme pochopit, že stavějící se tržní bariéry pomůžou pouze určitému souboru okolností a že tržní zásady budou velmi zřídka tou nejlepší odpovědí na problémy globalizace.

### Růst
Podle ekonomů Findlaye a O’Rourkeho ekonomická literatura souhlasí, že protekcionistické zásady v meziválečném období světu ublížily, ačkoliv se debatuje, jestli jejich účinek byl velký nebo malý.
Ekonomický historik Paul Bairoch tvrdil, že ekonomická ochrana byla během 19. století zharmonizována s ekonomickým a průmyslovým růstem. Například růst HNP během liberálního období v Evropě (když sazby byly nejníž) byl průměrně 1,7 % za rok, zatímco průmyslový růst byl 1,8 % za rok. Nicméně, během období protekcionismu mezi lety 1870 a 1890 byl růst HNP v průměru 2,6 % za rok a průmyslový růst 3,8 % za rok. Studie prokázala, že sazby zavedené na vyrobené produkty zvyšují ekonomický růst v rozvojových zemích a dopad tohoto růstu zůstává i po zrušení sazeb.
Podle ekonoma z Dartmouthu Douglase Irwina je korelace mezi vysokými tarify a nemůžeme zapřít růst na konci 19. století. Korelace ale není příčina. Není důvod si nezbytně myslet, že ochrana dovozu byla dobrá zásada jenom proto, že ekonomický výsledek byl dobrý: tento výsledek mohl být ovlivněn faktory naprosto nesouvisejícími se sazbami, nebo by dokonce mohl být ještě lepší za absence ochrany.
Podle oxfordského ekonomického historika Kevina O’Rourkeho je jasné, že během první poloviny 19. století byla ochrana důležitá pro růst americké výroby; z toho ale nevyplývá, že tarify byly prospěšné pro růst HNP. Protekcionisté během tohoto období často ukazovali německou a americkou industrializaci jako důkaz výhody jejich pozice, ale ekonomický růst je ovlivňován několika dalšími faktory než tržními zásadami a je důležité toto kontrolovat při posuzování vazeb mezi sazbami a růstem.

### Rozvojové země
Ekonomové široce souhlasí, že volný trh pomáhá pracovníkům v rozvojových zemích, i když nejsou podrobováni přísným zdravotním a pracovním standardům zemí prvního světa. Je to proto, že růst výroby – a spousty dalších pracovních pozic, který nový sektor vývozu vytváří – má účinek na ekonomiku, jež tvoří konkurenci mezi výrobci, zvyšuje platy a životní podmínky. Alan Greenspan, bývalý ředitel amerického Federálního rezervního systému, kritizoval návrhy protekcionistů, protože „vedou k zakrnění naší schopnosti soutěžit“. Pokud půjdeme po cestě protekcionistů, novější a účinnější továrny budou mít menší prostor na rozšíření a obecně bude trpět celková výroba a ekonomický blahobyt.
Protekcionisté předpokládají, že nové továrny budou pro svůj rozvoj vyžadovat ochranu od zakořeněné zahraniční konkurence. Toto byl argument Alexandra Hamiltona v jeho zprávě „Report on Manufactures“.
Ekonomové jako Paul Krugman spekulovali, že ti, kdo podporují protekcionismus údajně, aby podpořili zájmy pracovníků v rozvojových zemích, jsou ve skutečnosti neupřímní a chtějí jen ochránit zaměstnání v rozvojových zemích. Dodatečně, pracovníci v nejméně rozvinutých zemích přijmou práci pouze, pokud je to nejlepší nabídka, jelikož všechny vzájemně konsenzuální výměny musí být výhodné pro obě strany. To, když v rozvojových zemích přijmou nízce placenou práci, ukazuje, že jejich ostatní vyhlídky na zaměstnání jsou horší.

### Konflikt
Protekcionismus byl také obviněn za jednu z hlavních příčin války. Zastánci této teorie poukazují na nepřetržité válčení mezi evropskými zeměmi, jejichž vlády byly převážně merkantilistické a protekcionistické, v 17. a 18. století. Tím je myšlena hlavně Americká revoluce, která přišla údajně kvůli britským sazbám a daním, a také zásady ochrany předcházející první i druhé světová válce.

## Současné světové trendy
Od konce druhé světové války byla politikou většiny zemí prvního světa odstranit protekcionismus prostřednictvím politik volného obchodu vynucovaných mezinárodními smlouvami a organizacemi, jako je Světová obchodní organizace. Některé politiky vlád prvního světa byly kritizovány jako protekcionistické, jako je společná zemědělská politika v Evropské unii, dlouhodobé zemědělské dotace a navrhované ustanovení „Buy American“ v balíčcích hospodářské obnovy ve Spojených státech.
Vedoucí zasedání skupiny G20 v Londýně dne 2. dubna 2009 slíbili: „Nebudeme opakovat historické chyby protekcionismu z předešlých období“. Dodržování tohoto slibu je sledováno prostřednictvím Global Trade Alert, který poskytuje aktuální informace a informovaný komentář, aby se zajistilo, že slib G20 bude splněn tím, že se zachová důvěra ve světový obchodní systém, čímž se znemožní jednání se sousedem, a zachování příspěvku, který by vývozy mohly hrát v budoucím oživení světové ekonomiky.
Přestože opakovaně opakovali, o čem se již zavázali, minulý listopad[kdy?] ve Washingtonu bylo 17 z těchto 20 zemí svědkem Světové banky, která od té doby zaváděla omezující obchodní opatření. Světová banka ve své zprávě uvádí, že většina světových ekonomik se uchyluje k protekcionistickým opatřením, neboť začne hroutit globální ekonomické zpomalení. Ekonomové, kteří zkoumali dopad nových opatření omezujících obchod s použitím podrobných dvoustranných obchodních statistik, odhadují, že nová opatření přijatá do konce roku 2009 narušují celosvětový obchod se zbožím o 0,25 % až 0,5 % (asi 50 miliard dolarů ročně).
Prezident Donald Trump však oznámil v lednu roku 2017, že USA opouštějí dohodu o transportačním partnerství (TPP) a říkají: „Zastavíme smíšené obchodní dohody, které vynesly všechny z naší země a přijaly společnosti z naší země, a to bude obráceno.“